# Zbigniew Łagocki
Zbigniew Łagocki (ur. 6 listopada 1927 we Lwowie, zm. 10 maja 2009 w Krakowie) – polski fotografik, artysta i pedagog.

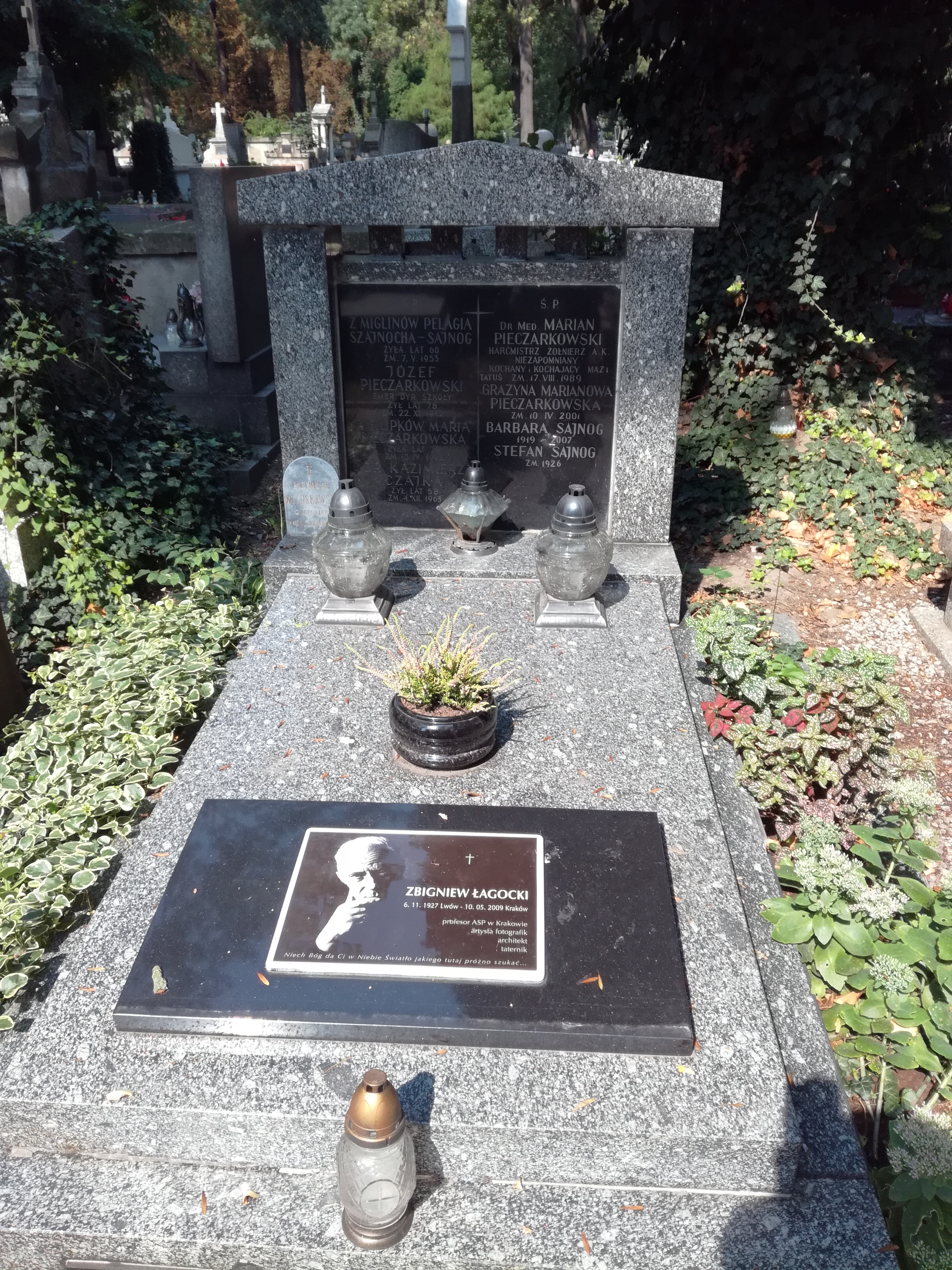
Grobowiec Zbigniewa Łagockiego

## Życiorys
Od 1945 mieszkał w Krakowie. Ukończył studia na Wydziale Architektury Politechniki Krakowskiej, pracował jako projektant w Polsce i w Szwajcarii. W 1957 roku wraz z Wojciechem Plewińskim i Wacławem Nowakiem założył grupę Trzech. W tym samym roku został członkiem Związku Polskich Artystów Fotografików. Delegat Polski na kongresach Międzynarodowej Federacji Sztuki Fotograficznej (FIAP) i przewodniczący komisji artystycznej FIAP, w roku 1972 otrzymał tytuł Honoraire Excellence FIAP. Członek Photographic Society of America i organizacji zrzeszającej fotografów profesjonalnych „Europhot”.
Juror wielu wystaw, współorganizator – wraz ze Zbigniewem Dłubakiem – znaczących ekspozycji: „Wystawa Fotografii Subiektywnej” (Kraków, 1968) i „Fotografowie Poszukujący” (Warszawa, 1971). Od 1977 roku wykładowca fotografii Wydziału Architektury Wnętrz krakowskiej ASP, od roku 1990 kierował Katedrą Fotografii Wydziału Grafiki. W 1994 roku otrzymał tytuł profesora sztuk plastycznych.
Jest autorem pierwszego piwnicznego albumu zatytułowanego po prostu „Piwnica” (1968), a także przygotowanej wspólnie z Marią Pyrlik i Leszkiem Wójtowiczem książki „Dom na Groblach. Rzecz o Janinie Garyckiej, Piotrze Skrzyneckim, Piwnicy pod Baranami” (2003). Jego oblicze znalazło się pośród piwnicznych głów w pomniku Bronisława Chromego – stojącym w parku Decjusza – poświęconym artystom Piwnicy.
W 1967 roku nagrodzony został złotym medalem na Międzynarodowym Biennale Sztuki w São Paulo za cykl zdjęć „Aerotica”. W 1975 roku otrzymał medal Niépce’a za zasługi dla rozwoju fotografii. Odznaczony Złotym Krzyżem Zasługi w 1974 roku za popularyzację sztuki polskiej za granicą, 1990 został laureatem Nagrody Miasta Krakowa, a w 1993 został odznaczony Krzyżem Kawalerskim Orderu Odrodzenia Polski. W maju 2007 otrzymał Srebrny Medal „Zasłużony Kulturze Gloria Artis”.
Pochowany na cmentarzu Rakowickim w Krakowie (kwatera AA-wsch.-1). 

## Dzieła
- Zbigniew Łagocki Piwnica, Polskie Wydawnictwo Muzyczne, Kraków 1968
- Zbigniew Łagocki, Maria Pyrlik, Leszek Wójtowicz Dom na Groblach : Rzecz o Janinie Garyckiej, Piotrze Skrzyneckim, Piwnicy pod Baranami, Wydawnictwa Artystyczne i Filmowe, Warszawa 2003 ISBN 978-83-221-0752-2